# Süddeutscher Fußball-Verband
Der Süddeutsche Fußball-Verband (SFV) ist der älteste von fünf Regionalverbänden des Deutschen Fußball-Bundes. Sein Verbandsgebiet umfasst die Bundesländer Hessen, Baden-Württemberg und Bayern. Im Regionalverband sind derzeit 9.624 Fußballvereine und 3.242.157 Mitglieder organisiert.

## Geschichte

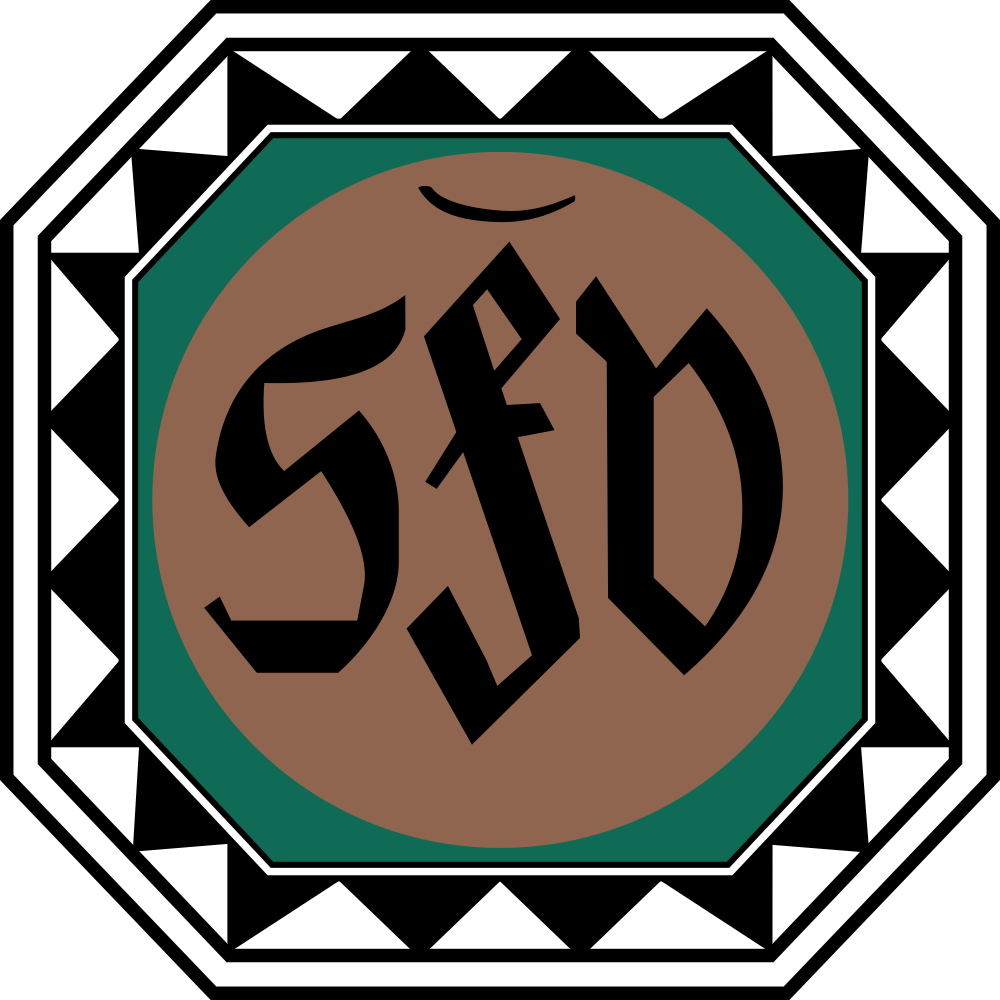
Logo des Süddeutschen Fußball-Verbandes von 1914 bis 1927

Der Vorgänger des heutigen SFV wurde am 17. Oktober 1897 in der Gastwirtschaft „Zum Landsknecht“ in Karlsruhe von acht Fußballvereinen unter dem Namen Verband Süddeutscher Fußball-Vereine gegründet. 1898 wurde die erste Satzung beschlossen und Friedrich Wilhelm Nohe zum ersten Vorsitzenden gewählt. Die erste Meisterschaft wurde 1898/99 durchgeführt.
An der Gründung des DFB am 28. Januar 1900 beteiligte sich der Verband. Es folgten Auseinandersetzungen mit dem DFB um das Spielsystem und die Organisation des Spielbetriebs, worauf der VsFV als mitgliederstärkster Verband entsprechend Einfluss nehmen wollte.
Am 18./19. Juli 1914 wurde der Name in Süddeutscher Fußball-Verband geändert.
Von 1923 bis 1925 war Ivo Schricker Vorsitzender. Am 13. November 1927 wurde die Fusion mit dem Süddeutschen Verband für Leichtathletik beschlossen. Der neue Name des Verbandes lautete Süddeutscher Fußball- und Leichtathletik-Verband.
Am 6. August 1933 wurde der Verband aufgelöst.

### Gründungsvereine
- Karlsruher FV
- 1. FC Pforzheim
- FC Fidelitas Karlsruhe
- Fußballklub Heilbronn
- Karlsruher FC Phönix
- Hanauer Fußball-Klub 1893
- Mannheimer Fußball-Gesellschaft 1896
- Frankfurter FC Germania

### Gliederung des Verbandes ab 1919
Am ersten Nachkriegsverbandstag des SFV am 30./31. August 1919 in Heilbronn wurde eine neue Verbandseinteilung für den Neubeginn getroffen. Fortan spielte man mit neun Kreisen in vier Gruppen:
- Nord-Gruppe
  - Mittelmain-Kreis
  - Westmain-Kreis
- Ost-Gruppe
  - Kreis Südbayern
  - Kreis Nordbayern
- Süd-Gruppe
  - Kreis Schwaben
  - Kreis Baden
- West-Gruppe
  - Neckar-Kreis
  - Rhein-Kreis

Da die Pfalz durch französische Truppen besetzt war, musste schließlich der Rhein-Kreis in zwei Kreise aufgeteilt werden, um die Schwierigkeiten des Reiseverkehrs zu umgehen, den Odenwaldkreis und den Pfalzkreis.
Die zehn Kreismeister spielten dann in einer Endrunde die Süddeutsche Meisterschaft aus, deren Meister schließlich an der Deutschen Meisterschaft teilnahm.
Der Verband war Rekordmeister des Bundespokals, dem Vorgänger des Länderpokals.

### Süddeutsche Meisterschaft
Der süddeutsche Fußballmeister wurde von 1898 bis 1933 ausgespielt.

### Süddeutscher Pokal
Der Süddeutsche Pokal war ein von 1918 bis 1973 ausgetragener Fußballwettbewerb.

### Oberliga Süd und Wiedergründung des SFV 1949
Die Oberliga Süd wurde nach dem Zweiten Weltkrieg 1945 als erste Fußball-Oberliga in Deutschland gegründet. Die am 22. September 1945 gegründete „Vereinigung der Süddeutschen Fußballklubs“ übernahm die weitere Organisation, wobei es mit dem neu gegründeten Bayerischen Fußball-Verband starke Reibereien gab. Die Oberliga Süd war bis zur Einführung der Bundesliga im Jahr 1963 eine von fünf Staffeln der höchsten Spielklasse im deutschen Fußball auf dem Gebiet des DFB.
Die Wiedergründung des Süddeutschen Fußball-Verbandes erfolgte nach dem Zweiten Weltkrieg am 19. Dezember 1949. Allerdings hatte er viel an Einfluss verloren, da es jetzt als untergeordnete Verbände die folgenden Landesverbände gab:
- Hessischer Fußball-Verband (1946 gegründet)
- Badischer Fußballverband (1946 gegründet)
- Südbadischer Fußballverband (1948 gegründet)
- Württembergischer Fußballverband (1951 gegründet durch einen Zusammenschluss der regionalen Fußballverbände in Nordwürttemberg und Südwürttemberg/Hohenzollern)
- Bayerischer Fußballverband (1946 gegründet)

## Vereine des SFV in höheren Ligen | Saison 2025/26
| Nationale Ligastufe | Bezeichnung             | Anzahl         | Badischer Fußballverband              | Bayerischer Fußballverband                                                 | Hessischer Fußball-Verband                                                                                            | Südbadischer Fußballverband | Württembergischer Fußballverband                                           |
| Männer-Fußball      | Männer-Fußball          | Männer-Fußball | Männer-Fußball                        | Männer-Fußball                                                             | Männer-Fußball | Männer-Fußball              | Männer-Fußball                                                             |
| ------------------- | ----------------------- | -------------- | ------------------------------------- | -------------------------------------------------------------------------- | --- | --------------------------- | -------------------------------------------------------------------------- |
| 1.                  | 1. Bundesliga           | 7              | TSG 1899 Hoffenheim                   | FC Bayern München FC Augsburg                                              | Eintracht Frankfurt                                                                                                   | SC Freiburg                 | VfB Stuttgart 1. FC Heidenheim                                             |
| 2.                  | 2. Bundesliga           | 4              | Karlsruher SC                         | 1. FC Nürnberg SpVgg Greuther Fürth                                        | SV Darmstadt 98 |                             |                                                                            |
| 3.                  | 3. Liga                 | 9              | TSG Hoffenheim II SV Waldhof Mannheim | SSV Jahn Regensburg FC Ingolstadt 04 TSV 1860 München 1. FC Schweinfurt 05 | SV Wehen Wiesbaden |                             | VfB Stuttgart II SSV Ulm 1846                                              |
| 4.                  | Regionalliga Südwest    | 14             | SV Sandhausen FC-Astoria Walldorf     |                                                                            | Kickers Offenbach TSV Steinbach Haiger FSV Frankfurt KSV Hessen Kassel SG Barockstadt Fulda-Lehnerz FC Bayern Alzenau | SC Freiburg II Bahlinger SC | SGV Freiberg Fußball Stuttgarter Kickers Sonnenhof Großaspach TSG Balingen |
| 4.                  | Regionalliga Bayern     | 18             |                                       | alle 18 Vereine der Regionalliga Bayern                                    | |                             |                                                                            |
| Frauen-Fußball      |                         |                |                                       |                                                                            | |                             |                                                                            |
| 1.                  | 1. Frauen-Bundesliga    | 4              | TSG 1899 Hoffenheim                   | FC Bayern München                                                          | SG Eintracht Frankfurt                                                                                                | SC Freiburg                 |                                                                            |
| 2.                  | 2. Frauen-Bundesliga    | 7              |                                       | 1. FC Nürnberg FC Ingolstadt 04 FC Bayern München II SV Weinberg           | SG Eintracht Frankfurt II                                                                                             | SC Sand                     | VfB Stuttgart                                                              |
| 3.                  | Frauen-Regionalliga Süd | 13             | TSG 1899 Hoffenheim II Karlsruher SC  | SV Weinberg FFC Wacker München SpVgg Greuther Fürth                        | Eintracht Frankfurt III TSV Jahn Calden FSV Hessen Wetzlar Kickers Offenbach SG Haitz                                 | SC Freiburg II SC Sand II   | VfL Herrenberg                                                             |
| Männer-Futsal       |                         |                |                                       |                                                                            | |                             |                                                                            |
| 1.                  | Futsal-Bundesliga       | 4              |                                       | SSV Jahn Regensburg                                                        | SV Pars Neu-Isenburg                                                                                                  |                             | TSV Weilimdorf                                                             |

## Organisation und Struktur

### Mitglieder

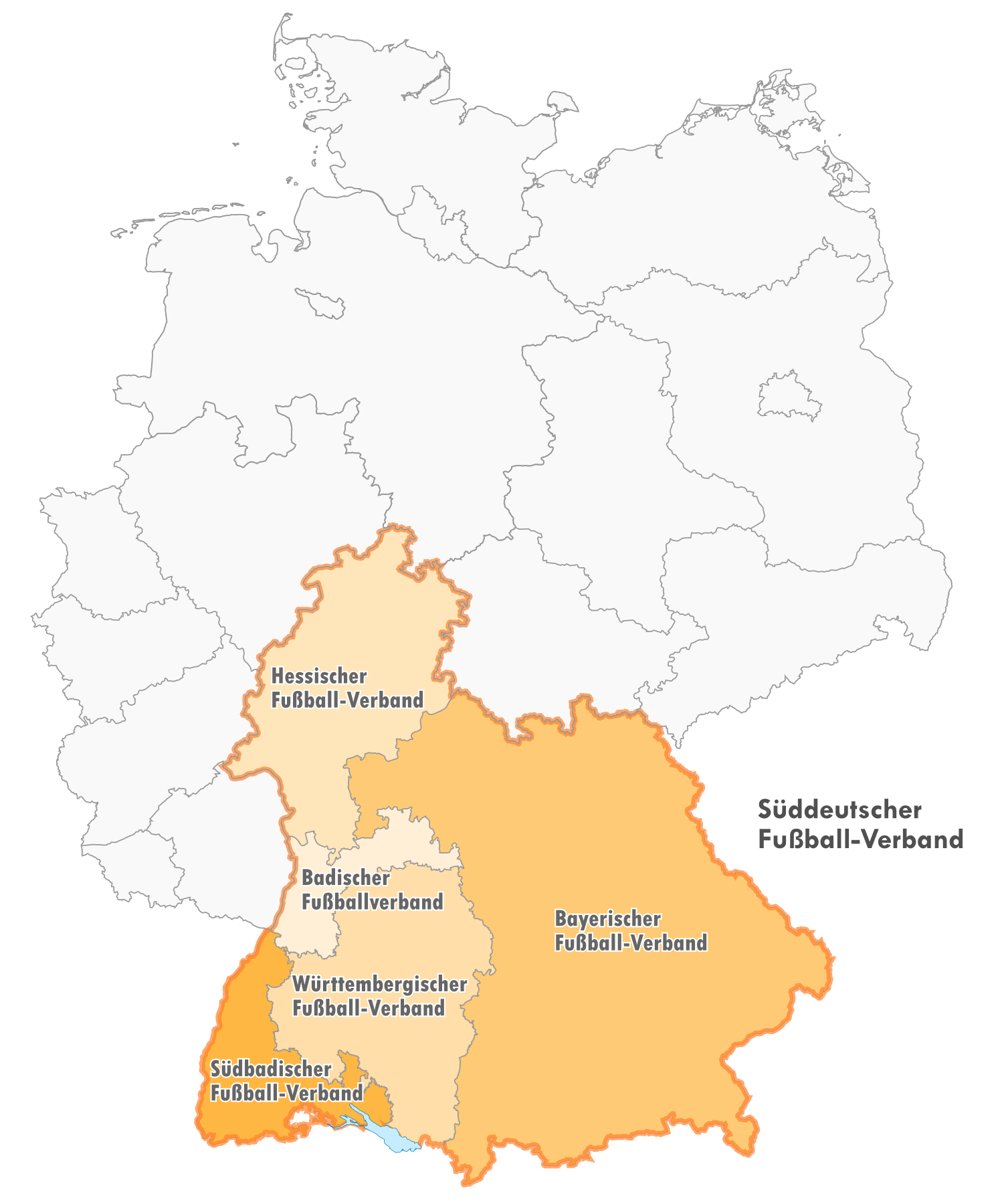
Karte des SFV und seiner Landesverbände

Heute können nur noch Verbände Mitglieder im SFV sein, Vereine sind in den jeweiligen Landesverbänden organisiert. Zusammen haben diese Verbände rund 9800 Fußballvereine und etwas mehr als 3 Millionen Mitgliedern.
- Badischer Fußballverband
- Bayerischer Fußballverband
- Hessischer Fußball-Verband
- Südbadischer Fußballverband
- Württembergischer Fußballverband

### Präsidenten
- 1898–1908 Friedrich Wilhelm Nohe
- 1908–1910 Max Dettinger
- 1910–1921 Lothar Popper
- 1921–1923 Emil Flasbarth
- 1923–1925 Ivo Schricker
- 1925–1933 Eduard Kartini
- 1932–1933 Paul Flierl (kommissarisch)
- 1949–1962 Hans Huber
- 1962–1963 Paul Flierl
- 1962–1973 Ludwig Hopfensberger
- 1972–1975 Otto Andres
- 1975–1993 Ernst Knoesel
- 1993–1999 Georg Heigl
- 1999–2011 Rolf Hocke (Ehrenpräsident)
- 2011–2022 Rainer Koch (Ehrenpräsident ab 2022)
- 2022–0000 Ronny Zimmermann